# Wood Village
Wood Village est une municipalité américaine située dans le comté de Multnomah, dans la banlieue de Portland en Oregon.
Lors du recensement de 2010, sa population est de 3 878 habitants. La municipalité s'étend sur 0,94 milles carrés (2,43 km2).
En 1887, George et Hannah Shaw construisent une ferme à cet emplacement. L'homme d'affaires Stephen A. Arata rachète la propriété des Shaw en 1907 pour en faire sa maison de campagne. C'est autour de cette propriété que la localité est fondée en 1942, au cours de la Seconde Guerre mondiale, pour héberger les employés de l'usine d'aluminium de la Reynolds Metals Company,. Wood Village devient une municipalité le 9 février 1951.